# Випромінювання нейтронів
Випромінювання нейтронів — це спосіб радіоактивного розпаду, при якому один або кілька нейтронів викидаються з ядра. Це відбувається в нуклідах з найбільшим вмістом нейтронів/дефіцитом протонів, а також у збуджених станах інших нуклідів, як-от випромінювання фотонейтронів і бета-опосередковане випромінювання нейтронів із затримкою. Оскільки в результаті цього процесу втрачається лише нейтрон, кількість протонів залишається незмінною, і атом стає не атомом іншого елемента, а іншим ізотопом того самого елемента.
Нейтрони також утворюються при спонтанному та вимушеному поділі деяких важких нуклідів.

## Спонтанне випромінювання нейтронів
Як наслідок принципу виключення Паулі, ядра з надлишком протонів або нейтронів мають вищу середню енергію на нуклон. Ядра з достатнім надлишком нейтронів мають більшу енергію, ніж комбінація вільного нейтрона і ядра з одним нейтроном менше, і тому можуть розпадатися шляхом випромінювання нейтронів. Ядра, які можуть розпадатися в результаті цього процесу, описуються як такі, що лежать за лінією скидання нейтрона .
Двома прикладами ізотопів, які випускають нейтрони, є берилій-13 (розпадається до берилію-12 із середнім часом життя 2.7×10−21 с) і гелій-5 (гелій-4, 7×10−22 с).
У таблицях режимів ядерного розпаду випромінювання нейтронів прийнято позначати абревіатурою n .

### Подвійне випромінювання нейтронів
Деякі ізотопи, багаті нейтронами, розпадаються шляхом випромінювання двох або більше нейтронів. Наприклад, водень-5 і гелій-10 розпадаються за рахунок випромінювання двох нейтронів, водень-6 за рахунок випромінювання 3 або 4 нейтронів, а водень-7 за рахунок випромінювання 4 нейтронів.

## Випромінювання фотонейтронів
Гамма-випромінюванням можна змусити деякі нукліди викинути нейтрон. Одним із таких нуклідів є 9Be; його фотодезінтеграція має важливе значення в ядерній астрофізиці, пов'язане з великою кількістю берилію та наслідками нестабільності 8Be. Це також робить цей ізотоп корисним як джерело нейтронів у ядерних реакторах. Відомо, що інший нуклід, 181Ta, також легко фоторозпадається. Вважається, що цей процес відповідальний за створення 180mTa, єдиного первинного ядерного ізомеру та найрідкіснішого первинного нукліда.

## Бета-опосередковане випромінювання нейтронів із затримкою
Випромінювання нейтронів зазвичай відбувається від ядер, які перебувають у збудженому стані, наприклад збудженого 17O*, що утворюється в результаті бета-розпаду 17N. Сам процес випромінювання нейтронів контролюється сильною взаємодією, тому відбувається надзвичайно швидко, іноді його називають «майже миттєвим». Цей процес дозволяє нестабільним атомам стати більш стабільними. Викид нейтрона може бути продуктом руху багатьох нуклонів, але в кінцевому підсумку це опосередковується відштовхуванням сильної взаємодії, яка існує на надзвичайно малих відстанях між нуклонами.

### Запізнілі нейтрони в управлінні реактором
Більшість випромінювання нейтронів за межами швидкого утворення нейтронів, пов'язаного з поділом (вимушеним або спонтанним), відбувається від нейтронно-важких ізотопів, які утворюються як продукти поділу. Ці нейтрони іноді випромінюються із затримкою, що дало їм назву запізнілих нейтронів, але фактична затримка в їх утворенні — це затримка в очікуванні бета-розпаду продуктів поділу, щоб утворити ядра-попередники у збудженому стані, які негайно піддаються миттєвому випромінюванню нейтронів. Таким чином, затримка випромінювання нейтронів пов'язана не з процесом утворення нейтронів, а скоріше з бета-розпадом, який є попередником, який контролюється слабкою взаємодією, і, отже, вимагає набагато більшого часу. Період напіврозпаду для попередників радіоізотопів із запізнілими нейтронами зазвичай становить від часток секунди до десятків секунд.
Тим не менш, запізнілі нейтрони, що випромінюються багатими нейтронами продуктами поділу, допомагають керувати ядерними реакторами, змушуючи реактивність змінюватися набагато повільніше, ніж це було б, якби нею керували лише миттєві нейтрони. Приблизно 0,65 % нейтронів вивільняється під час ядерної ланцюгової реакції із затримкою через механізм випромінювання нейтронів, і саме ця частка нейтронів дозволяє керувати ядерним реактором у часових масштабах людської реакції, не переходячи до стану миттєвої критичності, і розгону з розплавленням.

## Випромінювання нейтронів при поділі

### Вимушений поділ
Синонімом такого випромінювання нейтронів є утворення миттєвих нейтронів типу, який, як відомо, відбувається одночасно з вимушеним поділом ядер. Вимушений поділ відбувається лише тоді, коли ядро бомбардують нейтрони, гамма-промені чи інші носії енергії. Багато важких ізотопів, особливо каліфорній-252, також випускають миттєві нейтрони серед продуктів спонтанного поділу.

### Спонтанний поділ
Спонтанний поділ відбувається, коли ядро розпадається на два (іноді три) менших ядра і, як правило, на один або більше нейтронів.